# Philodendron altomacaense
Philodendron altomacaense är en kallaväxtart som beskrevs av Marcus A. Nadruz och Simon Joseph Mayo. Philodendron altomacaense ingår i släktet Philodendron och familjen kallaväxter. Inga underarter finns listade.